# Сухов Олексій Миколайович
Олексій Миколайович Сухов (1903, місто Москва, тепер Російська Федерація — 11 листопада 1974, місто Москва, тепер Російська Федерація) — радянський діяч, заступник голови Ради народних комісарів РРФСР. Депутат Верховної ради РРФСР 3-го скликання.

## Життєпис
Член РКП(б) з 1921 року.
До 1925 року перебував на комсомольській роботі.
У 1925—1926 роках — у Червоній армії.
У 1933 році закінчив Московський державний університет.
У 1933—1939 роках — заступник начальника політичного відділу машинно-тракторної станції; інструктор, завідувач сільськогосподарського відділу Московського міського комітету ВКП(б); заступник завідувача сільськогосподарського відділу ЦК ВКП(б).
У березні — жовтні 1939 року — народний комісар землеробства РРФСР.
У жовтні 1939 — 26 червня 1943 року — заступник голови Ради народних комісарів РРФСР.
У січні 1943 — 21 квітня 1952 року — народний комісар (з березня 1946 року — міністр) соціального забезпечення РРФСР.
Подальша доля невідома.
Помер 11 листопада 1974 року.

## Звання
- батальйонний комісар

## Нагороди
- орден Червоної Зірки (3.03.1042)
- медалі